# 三浦悠
三浦 悠（みうら ゆう、1983年11月26日 - ）は、日本の俳優。大分県大分市出身。

## 略歴
- 2003年：第16回ジュノン・スーパーボーイ・コンテストで、ファイナリストに選ばれる。
- 2008年：テレビドラマ『RHプラス』で主演に抜擢される。

## 出演

### テレビドラマ
- RHプラス（2008年1月-3月、TOKYO MX） - 主演・野上誠 役
- 猿ロック　（2009年8月、読売テレビ）‐上原 役

### バラエティ
- 明石家さんちゃんねる（2008年7月16日、TBS）

### 映画
- アリーナロマンス（2007年10月）- 青木友也 役
- 真夏のオリオン（2009年）- 久保憲明 役
- ケータイ小説家の愛（2009年）- 友樹 役
- ガチンコ疾走上等（2010年）- 町村蘭丸 役

### CM
- ラ・パルレ「メンズエステ」（2006年）

### その他
- Yahoo!動画「Aチャン」（2006年9月）